# Lecania virilis
Lecania virilis là một loài ruồi trong họ Asilidae. Lecania virilis được Wiedemann miêu tả năm 1828.